# ستيفاني بيدل
ستيفاني بيدل هي عازفة الجاز كندية، ولدت في 23 أغسطس 1963 في سانت أغاث دس مونتس في كندا.

## وصلات خارجية
- الموقع الرسمي
- ستيفاني بيدل على موقع IMDb (الإنجليزية)
- ستيفاني بيدل على موقع ميوزك برينز (الإنجليزية)
- ستيفاني بيدل على موقع ديسكوغز (الإنجليزية)
- ستيفاني بيدل على موقع قاعدة بيانات الفيلم (الإنجليزية)